# Cloud Atlas (Film)
Cloud Atlas ist eine Literaturverfilmung aus dem Jahr 2012 nach David Mitchells Roman Der Wolkenatlas. Die Regie führten die Wachowskis und Tom Tykwer, die auch gemeinsam das Drehbuch schrieben. Der Film galt zum Zeitpunkt seines Entstehens als einer der teuersten bis dahin produzierten Independentfilme und als der bei weitem teuerste deutsche Film. Er hatte seine Premiere am 8. September 2012 auf dem Toronto International Film Festival und lief am 26. Oktober 2012 in den US-amerikanischen und am 15. November 2012 in den deutschen Kinos an. Filmstarts in zahlreichen weiteren Ländern folgten bis März 2013. Der Publikumserfolg blieb vergleichsweise gering.

## Handlung
Der Film behandelt die Schicksale sechs verschiedener Personen, die sich in einem Zeitraum von mehreren hundert Jahren ereignen. Die einzelnen Geschichten sind teils durch gemeinsame Figuren, teils nur durch Andeutungen und Erinnerungen miteinander verbunden. Die sechs Einzelgeschichten werden im Film „verzahnt“ erzählt, so dass Erzählstrang und Zeitebene in Schnitten ständig, oft abrupt und überraschend, wechseln.

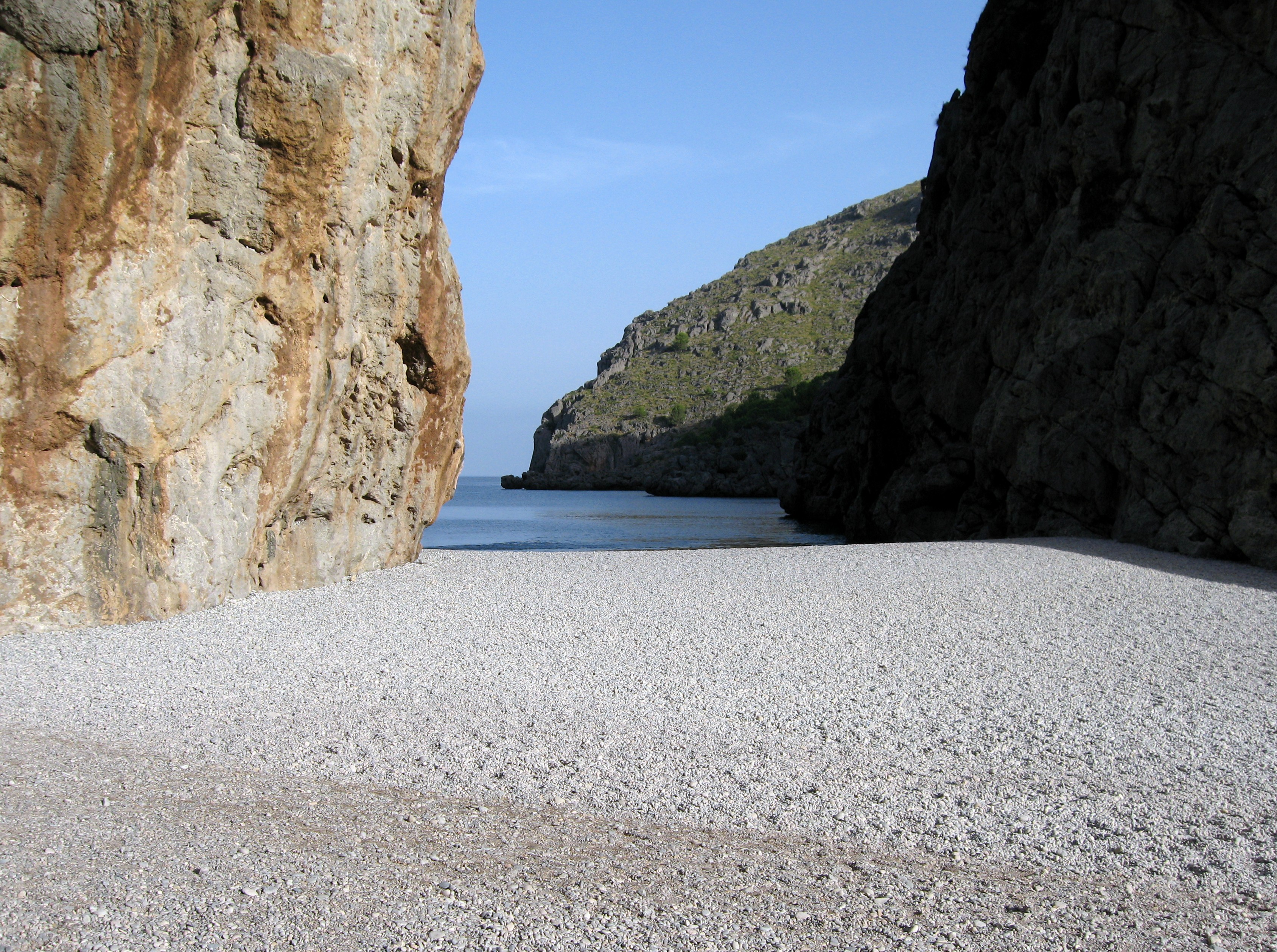
Drehort Torrent de Pareis

- 1849: Der amerikanische Anwalt Adam Ewing bereist den Pazifik, wo er mit der Unterdrückung der Maori und der Moriori konfrontiert wird. Auf einer seiner Erkundungstouren freundet er sich mit dem Arzt Henry Goose an. Goose behandelt Ewing, der aufgrund eines Schwächeanfalls zusammengebrochen ist. Gooses Diagnose, Ewing leide am „Polynesischen Wurm“, sorgt dafür, dass Ewing aus Angst vor möglicher Ansteckung im Frachtraum des Schiffes untergebracht wird. Während der Rückreise hilft der immer weiter geschwächte Ewing dem Moriori Autua, der sich als blinder Passagier auf der Flucht vor Misshandlungen als Sklave im Frachtraum versteckt hat. Autua entdeckt, dass Goose Ewing tatsächlich schleichend vergiftet, um ihn zu bestehlen. Gemeinsam besiegen sie Goose. Ewing erkennt daraus, dass Schwarze keine gefühllosen Untermenschen sind und die auf dieser Rassenlehre beruhende Sklaverei demnach ein unmenschliches Prinzip ist. Er und seine Frau stellen sich offen gegen seinen im Sklavenhandel erfolgreichen Schwiegervater und schließen sich der Abolitionismusbewegung an.Drehort Edinburgh – Scott Monument

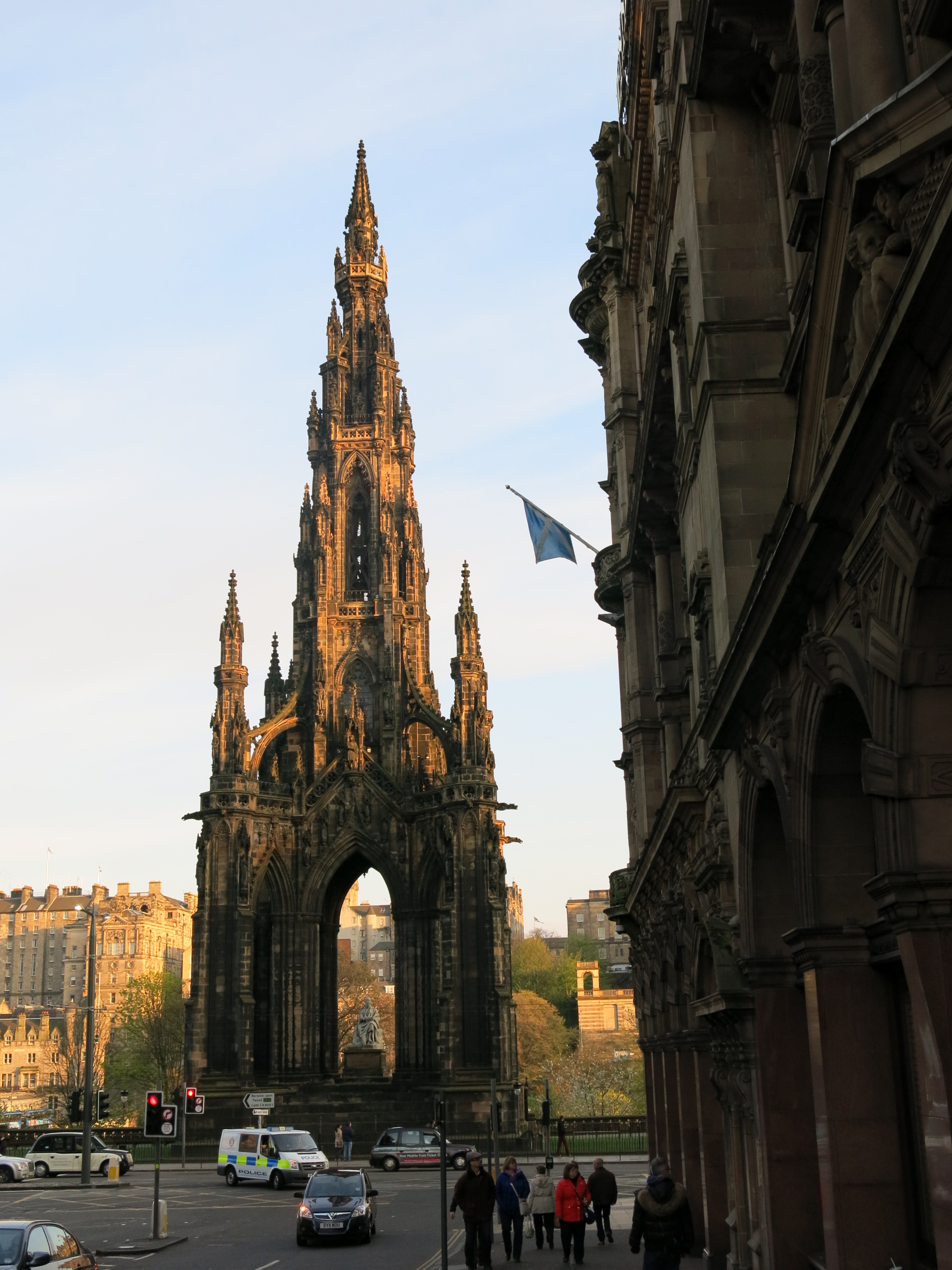
Drehort Edinburgh – Scott Monument

- 1936: Der junge homosexuelle Komponist Robert Frobisher beschreibt seinem Liebhaber Rufus Sixsmith in Briefen seine Tätigkeit als künstlerischer Gehilfe für den alten Komponisten Vyvyan Ayrs, von dem er viel hält, dessen künstlerische Karriere jedoch im Niedergang begriffen ist. Es entwickelt sich eine künstlerische Symbiose zwischen den beiden. Ayrs braucht das junge Talent, um seine Werke zu vollenden, und Frobisher nutzt seine Anstellung, um eigene zu komponieren. In Ayrs’ Villa findet Frobisher Ewings Tagebuch und ist davon gefesselt; es fehlt jedoch die zweite Hälfte davon. Das Arbeitsverhältnis zwischen Ayrs und Frobisher bricht ab, als der alternde Komponist eine geniale, noch unfertige Eigenschöpfung seines Assistenten, das „Wolkenatlas-Sextett“, als Produkt ihrer Kooperation betrachtet und die Urheberschaft für sich beansprucht. Er setzt Frobisher mit der Drohung unter Druck, dessen sexuelle Orientierung offenzulegen und damit seine künstlerische Reputation zu zerstören. Als Ayrs versucht, Frobishers Abreise zu verhindern, schießt Frobisher ihn an. Ayrs setzt eine Hetzkampagne gegen Frobisher in Gang, der sein Wolkenatlas-Sextett in Einsamkeit vollendet und sich anschließend das Leben nimmt. Seine Beweggründe hierfür erläutert er Sixsmith in einem letzten Brief. Sixsmith erreicht Frobishers Hotelzimmer wenige Sekunden nach dessen Tod.
- 1973: Die aufstrebende Journalistin Luisa Rey steckt in San Francisco zusammen mit dem alternden Rufus Sixsmith aus der Geschichte von 1936, der nun als Kernphysiker tätig ist, in einem Fahrstuhl fest. Ein Muttermal auf Reys linker Schulter erinnert Sixsmith an Frobisher, worauf er ihr Informationen für eine brisante Story in Aussicht stellt. Kurz vor dem verabredeten Treffen wird Sixsmith von einem Auftragskiller ermordet. Rey findet unter seiner Leiche nur einen Stapel alter Briefe und nimmt sie an sich. Dann verfolgt sie anhand von Sixsmiths Andeutungen die Verhältnisse an seiner früheren Arbeitsstelle und findet heraus, dass dort ein schadhafter Kernreaktor bewusst weiterbetrieben wird, um einen Nuklearunfall zu provozieren und damit die nationale Energiepolitik im Interesse des Konzerns zu beeinflussen. Einen Mordanschlag auf sie selbst überlebt sie knapp und versucht dann mit Unterstützung eines ehemaligen Kriegskameraden ihres Vaters, dem auf sie angesetzten Killer zu entkommen, der schließlich von einer mexikanischen Unternehmerin aus Rache erschlagen wird. Von Sixsmiths Nichte Megan, deren Adresse sie von den gefundenen Briefen hat, erhält Rey Kopien der gesuchten Unterlagen über den defekten Kernreaktor und veröffentlicht den Skandal als ihre erste große Geschichte. Im Gegenzug bekommt Megan die Briefe von Frobisher an Sixsmith.
- 2012: Die zunächst unverkäufliche Autobiografie des Gewalttäters Dermot Hoggins wird zu einem Bestseller, nachdem der Autor in einem spontanen Wutanfall bei einem gesellschaftlichen Treffen seinen schärfsten Kritiker spektakulär in den Tod gestürzt hat. Das veranlasst die ebenfalls gewalttätigen Brüder des in Haft sitzenden Autors dazu, von dessen Verleger Timothy Cavendish eine hohe Summe zu erpressen. Da die Umsätze bis dahin nur dazu ausreichten, Cavendishs frühere Verluste zu begleichen, kann er die Forderung nicht erfüllen und wendet sich an seinen von ihm seit Jahren entfremdeten reichen Bruder Denholme. Auf der Zugfahrt dorthin liest er ein Manuskript eines Freundes von Luisa Rey und spürt heimlich seine Jugendliebe Ursula auf, entfernt sich aber wieder ohne Kontaktaufnahme. Denholme empfiehlt Cavendish das „Haus Aurora“ als Unterschlupf, das zunächst wie ein Hotel wirkt, tatsächlich aber ein von Denholme betriebenes, tyrannisch geführtes Gefängnis für abgeschobene Senioren ist. Denholme rächt sich damit für eine zurückliegende Affäre zwischen seiner Frau und Cavendish. Mit Gleichgesinnten gelingt Cavendish die Flucht aus dem Heim. Später befindet er sich mit Ursula im „Exil“, wo er seine Memoiren schreibt.
- 2144: Der weibliche „Duplikant“ Sonmi~451 lebt im koreanischen Neo-Seoul. In der herrschenden Konzernokratie wurde sie wie zahlreiche gleich aussehende Kolleginnen als Bedienung in einem Fast-Food-Restaurant erschaffen. Duplikanten gelten als Inventar, sie leben nur im Restaurant. Ihnen wird versprochen, als Belohnung für ein gehorsames Arbeitsleben nach zwölf Jahren Dienst ins paradiesische Elysium zu gelangen. Doch bei einem Regelverstoß werden sie sofort getötet. Der Rebell Hae-Joo Chang gewinnt Sonmis Vertrauen und schleust sie aus dem Restaurant. Sie studiert die ihr fremde Welt, verliebt sich in Hae-Joo Chang und gelangt zu neuem Wissen. Beim Anschauen eines alten Spielfilms über Cavendishs Geschichte, der sie beeindruckt, wird sie verhaftet, kann aber kurz vor ihrer Hinrichtung erneut von Hae-Joo Chang gerettet werden. Als sie erfährt, dass Duplikanten nach Ende ihrer Dienstzeit statt des versprochenen Elysiums industriell geschlachtet und zu neuer Duplikantennahrung verarbeitet werden, schließt sie sich den Rebellen an, eine tradierte Äußerung Cavendishs wird zu ihrem Leitmotiv. Von einer Sendestation auf Hawaii verbreitet sie ihre Botschaft über die ganze Erde und die damit verbundenen Kolonien im Weltraum. Während der Ausstrahlung wird die Station von Truppen der „Eintracht“ gestürmt, dabei kommt auch Hae-Joo Chang um.

Um ihr für einen Duplikanten beispielloses Verhalten zu dokumentieren, führt sie vor ihrer Hinrichtung ein Gespräch mit einem Archivar, der das Geschehene für die Nachwelt festhält und dabei, ohne es zunächst zu bemerken, von ihr überzeugt wird.
- 106. Winter nach dem Untergang (laut Abspann 2321): Der Ziegenhirte Zachry, der als „Talbewohner“ auf primitive Weise in einer gebirgigen Gegend lebt, freundet sich mit Meronym an, einer Angehörigen des technisierten Volks der „Prescients“. Die Prescients hüten und nutzen zwar hochentwickelte technische Geräte, sind jedoch in der sterbenden Welt aufgrund der vorherrschenden Strahlung dem Untergang geweiht und suchen nach einem Ausweg.

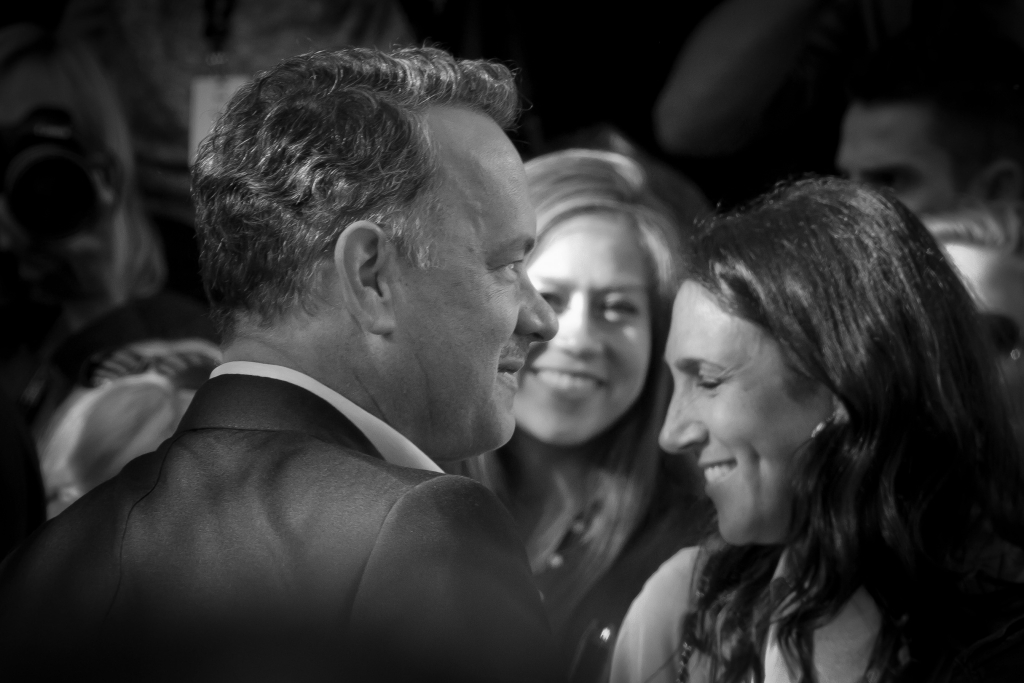
Tom Hanks bei der Vorstellung des Films in Toronto

Die Talbewohner werden immer wieder von den kannibalischen „Kona“ angegriffen. Nachdem Meronym Zachrys erkrankte Nichte gerettet hat, ist Zachry als Gegenleistung dazu bereit, Meronym auf die Spitze eines heiligen Berges zu führen. Dort verbirgt sich die Kommunikationsstation, von der Sonmi einst ihre Botschaft sandte. In den Gebäuden finden sie zahlreiche Hinweise auf Sonmi, die von den Talbewohnern mittlerweile als Göttin verehrt wird; die Leichen der bei der Erstürmung getöteten Rebellen liegen in mumifiziertem Zustand auch noch dort. Meronym hat vor, mit der Kommunikationsanlage einen Hilferuf an die außerplanetarischen Kolonien zu senden, ohne zu wissen, ob diese den Untergang der Zivilisation überlebt haben – Kontakt dorthin besteht längst nicht mehr. Zachry muss dabei immer wieder den Einflüsterungen der Teufelsgestalt Old Georgie widerstehen, der ihn gegen Meronym anstachelt und von ihm verlangt, sie zu töten. Als sie die Kommunikationsstation wieder verlassen, sehen sie aus der Ferne, dass Zachrys Dorf in Flammen steht. Meronym, die über eine Schusswaffe verfügt, rettet Zachry und dessen Nichte, die in einem Versteck überlebt hat, vor den Kona, und die drei fliehen auf das Schiff der Prescients.
In der letzten (wie auch in der eröffnenden) Szene des Films erzählt der alte Zachry seinen und Meronyms gemeinsamen Enkeln die Geschichte ihrer Rettung. Sie befinden sich auf einem erdähnlichen Planeten mit zwei Monden. Auf die Frage nach der Erde zeigt er den Kindern einen „blauen Schimmer“ am Himmel.

## Verknüpfungen über die zeitlichen Epochen hinweg
Innerhalb der sechs dargestellten zeitlichen Episoden ist die jeweilige Handlung abgeschlossen. Durch den Reinkarnationsgedanken erhält der Film jedoch zusätzliche Tiefe, die sich durch wiederkehrende Begegnungen und Interaktionen der inkarnierten Seelen in den verschiedenen Epochen äußert. Auch sind Entwicklungen der Seelen erkennbar. Darüber hinaus finden beispielsweise Gegenstände/Objekte oder historische Aufzeichnungen ihren Weg über die Zeiten hinweg. Bezüglich der Verhältnisse und Interaktionen der „Wesen“ wäre es an dieser Stelle schwierig, mit den jeweiligen fiktiven Personennamen des Films zu arbeiten, da es zur Identifikation eines übergeordneten Schlüssels bedarf. Behelfsmäßig wird daher im Folgenden mit Abkürzungen der Schauspieler gearbeitet. Die volle Nennung der Namen der Darsteller könnte zu anderen Missverständnissen führen.
- BeWh = Ben Whishaw (Robert Frobisher)
- BrLe = Brody Lee (Javier Gomez)
- DaGy = David Gyasi (Autua)
- DoBa = Doona Bae (Sonmi 451)
- HaBe = Halle Berry (Luisa Rey)
- HuGr = Hugh Grant (Lloyd Hooks)
- HuWe = Hugo Weaving (Old Georgie)
- JaDA = James D’Arcy (Archivar Park)
- JiBr = Jim Broadbent (Timothy Cavendish)
- JiSt = Jim Sturgess (Adam Ewing)
- KeDa = Keith David (Joe Napier)
- SuSa = Susan Sarandon (Äbtissin)
- ToHa = Tom Hanks (markanteste Person im Film: Zachry)
- ZhXu = Zhou Xun (Yoona 939)

### Charaktere, Verhältnisse und Interaktionen der Wesen
- Bei JiSt und DoBa ist auffällig, dass sie wiederholt ein Paar werden (1849, 1973 [Eltern von Megan] und 2144) und sich mehrfach dem Kampf gegen Unterdrückung widmen (Sklavenhandel, System in Neo-Seoul).
- DoBa tötet 1973 den Profikiller HuWe aufgrund einer rassistischen Äußerung; HuWe war 1849 ihr Vater und Sklavenhändler, von dem sie sich unterdrückt fühlte.
- HuWe ist über alle Epochen hinweg „böse“ oder eine zwielichtige/strenge Persönlichkeit (Sklavenhändler, Dirigent, Profikiller, herrische Krankenschwester, Rebellenjäger, Dämon).
- JiSt hilft oft dem Hauptcharakter der Epochen: 2012 als Schotte, 2144 als Hae-Joo Chang.
- JiSt beendet 1849 seine Reise und wird zu einem Abolitionisten. 2144 setzt er seine Reise fort und wird zum Rebell und Befreier der Fabrikanten in Neo-Seoul.
- Auch HuGr ist ein negatives Wesen (Befürworter der Sklaverei, skrupelloser Atom-Lobbyist, rachsüchtiger Bruder, sexueller Ausbeuter (Neo-Seoul), Anführer eines kriegerischen Stamms). 1849 und 1973 zeigt er sexistische Züge.
- Bei den grundsätzlich männlich inkarnierten Wesen JiBr und BeWh ist zweimal ein Autoritätsgefälle zu verzeichnen (Kapitän/Schiffsjunge und Komponist/Assistent). 2012 inkarniert BeWh als Frau (Georgette) und hatte eine Affäre mit JiBr (Timothy Cavendish).
- In der Epoche 1936 bringt HuWe als deutscher Dirigent Kesselring seine jüdische Geliebte (HaBe) in England bei JiBr vor den Nationalsozialisten in Sicherheit. Beide heiraten trotz des großen Altersunterschiedes. Bei einem Besuch von Kesselring wird deutlich, dass zwischen ihm und seiner früheren Geliebten immer noch Gefühle vorhanden sind. 2012 ist HuWe als Krankenschwester Peiniger von JiBr.
- HaBe und ToHa verspüren in verschiedenen Zeiten eine Anziehung: 1973, 2012 und 2321.
- ZhXu wird 2144 und 2321 von HuGr getötet.
- DaGy ist 1849 ein blinder Passagier auf dem Schiff von JiBr. 2321 wird DaGy selber zum Captain/Anführer von unter anderem JiBr.
- JiSt tötet höchstwahrscheinlich HuGr in der 2144-Epoche. HuGr rächt sich, indem er JiSt 2321 tötet.
- Die Liebenden Robert Frobisher und Rufus Sixsmith sterben in unterschiedlichen Geschichten auf dieselbe Weise – durch einen Pistolenschuss in den Mund.
- KeDa ist 1849 als Sklave im Dienst von HuGr. 1973 (als Joe Napier) ist er bei HuGr angestellt, bis er sich mit HaBe gegen ihn stellt.
- JiBr und ToHa entwickeln sich von böse zu gut im Laufe der Zeit.
- HuWe (Old Georgie) trägt ähnliche Klamotten (Zylinderhut und Anzug) wie JiSt (Adam Ewing).
- BeWh komponiert 1936 das Wolkenatlas-Sextett. 1973 hört man es als Rocksong-Version in der Anfangssequenz und als Symphonie in einem Plattenladen. 2012 spielt es als Muzak im Altersheim. 2144 wird es zum Soundtrack des Cavendish-Films und zum Chorgesang der Duplikanten in Neo-Seoul.

### Weitere Begebenheiten
- Das Altenheim Aurora, in dem JiBr im Jahr 2012 gegen seinen Willen festgehalten wird, ist dasselbe Haus, in dem er 1936 seinen Assistenten BeWh am Fortgehen zu hindern versucht hat.
- JiBr hat 1936 einen Traum, in dem er das Wolkenatlas-Sextett als Hintergrundmusik im Restaurant „Papa Song“ wahrnimmt.
- HaBe liest 1973 als Luisa Rey die Briefe von Robert Frobisher (BeWh) aus dem Jahr 1936, in denen er über seine Affäre mit Jocasta Ayrs (HaBe) berichtet. Sie trifft im Jahr 1973 kurze Zeit später auf ihn als Plattenverkäufer.
- BeWh ist 1973 als Plattenverkäufer von seiner (was er nicht weiß) eigenen Komposition aus dem Jahr 1936 tief beeindruckt.
- ToHa trägt im Jahr 2321 eine Halskette mit einem Knopf als Anhänger. Er wird im Kampf mit einem Kona-Krieger fast damit erwürgt. Den Knopf hat er im Jahr 1849 vom Jackett seines Patienten JiSt gestohlen.
- Die Aufzeichnungen der Aussagen von Sonmi~451 (DoBa), aufgezeichnet durch den Archivar Park (JaDA), gelten im Jahr 2321 als heilige Schrift. Archivar Park (JaDA) wird zum ersten Anhänger von Sonmi~451, nachdem JaDA im Jahr 1973 von seiner damaligen Nichte Megan noch als ungläubig beschrieben wurde.
- Das Manuskript des Romans von BrLe, das auf den Ereignissen von 1973 beruht, wird im Jahr 2012 vom Verleger JiBr auf der Zugfahrt nach Schottland gelesen.
- BeWh ist 1936 fasziniert vom Buch, das JiSt über seine Schiffsreise von 1849 verfasst hat – BeWh war als Schiffsjunge an dieser Reise beteiligt. Das Buch genießt bei JiBr im Jahr 1936 genauso wenig Achtung wie sein damaliger Passagier und Verfasser des Buches JiSt bei JiBr als Kapitän des Schiffs.
- ToHa tötet im Jahr 2321 den Kona-Anführer HuGr, der 1973 für den Nuklearskandal verantwortlich zeichnete und möglicherweise der Auftraggeber für die daraus resultierenden Morde (u. a. an ToHa) war.
- Die Pazifikinsel im Jahre 1849 ist dieselbe Insel, auf der auch die Geschichte von 2321 spielt.

### Das Muttermal
In jeder der Geschichten trägt der zentrale Charakter ein kometenförmiges Muttermal am Körper. In der Geschichte von 1973 ist dies handlungstragend, da es Sixsmith an Frobisher erinnert und ihm spontan Vertrauen zu der ihm fremden Luisa Rey einflößt.
| Geschichte (Jahr) | Träger            | Körperstelle         |
| ----------------- | ----------------- | -------------------- |
| 1849              | Adam Ewing        | Brust                |
| 1936              | Robert Frobisher  | Becken rechts hinten |
| 1973              | Luisa Rey         | linke Schulter vorn  |
| 2012              | Timothy Cavendish | linkes Schienbein    |
| 2144              | Sonmi~451         | Hals                 |
| 2321              | Zachry            | Hinterkopf           |

## „Sinnsprüche“ als Inhaltsträger
Der Inhalt des Filmes manifestiert sich zusätzlich in Sinnsprüchen der Protagonisten, die übergreifend über die Handlungsstränge wirken und damit eine eigene Inhaltsebene aufspannen. In allen Geschichten wiederholt sich das Motiv des Konfliktes zur Überwindung der Unterdrückung durch Macht, Gewalt und gesellschaftliche Konvention.
Beispielzitate:
- Ganz gleich, was Du auch ausrichtest, es wird nie mehr sein als ein einzelner Tropfen in einem unendlichen Ozean! – Was ist ein Ozean, wenn nicht eine Vielzahl von Tropfen?
- Unsere Leben gehören nicht uns selbst. Von der Wiege bis zur Bahre sind wir mit anderen verbunden, in Vergangenheit und Gegenwart und mit jedem Verbrechen und jedem Akt der Güte erschaffen wir unsere Zukunft.
- Man kann Macht über andere Menschen ausüben, solange man ihnen etwas gibt. Nimmt man einem Menschen aber alles, dann hat man seine Macht über ihn verloren.
- Freiheit ist das einfältige Mantra unserer Zivilisation. Aber nur die, denen sie genommen wurde, haben eine leise Ahnung, was Freiheit bedeutet.
- Es wandern die Schwachen den Starken in’n Rachen. (in mehreren der Teilgeschichten wörtlich zitiert)

## Verweise auf frühere Werke
- In der Erzählung von Sonmi-451 werden Menschen getötet und ihre Körper als Nahrung für die Lebenden verwendet, was eine Anspielung auf … Jahr 2022 … die überleben wollen (Film von 1973) darstellt. Ein Zitat aus diesem Film (Soylent Green, das ist Menschenfleisch) wird zudem von Timothy Cavendish in einem Wutanfall lautstark gerufen.

- In einer Diskussion zwischen Isaac Sachs und Luisa Rey wird auf die Bücher von Carlos Castaneda Bezug genommen.

- Sonmis Dienstnummer (451) spielt auf Ray Bradburys Roman Fahrenheit 451 an, in dem eine totalitäre Welt beschrieben wird, in der Bücher durch Verbrennen vernichtet werden.

- Timothy Cavendish erwähnt Solschenizyns Exil in den USA, in Vermont. Die Stadt, in die er ins Exil gegangen war, heißt ebenfalls Cavendish. Sonmi bezieht sich im Film ebenfalls darauf.

- Cavendish erwähnt auch den Roman Moby Dick von Herman Melville (1819–1891), um Dermot Hoggins, der von den schlechten Verkaufszahlen seiner Biografie enttäuscht war, zu beruhigen, indem er erklärt, dass der berühmte Roman bei seiner Veröffentlichung ein Flop war und heute ein Klassiker der Literatur ist.

## Unterschiede zum Roman
In der Verfilmung finden sich diverse Unterschiede:
- Der bemerkenswerteste Unterschied ist, dass der Film die sechs Geschichten aufeinander folgen und sich gegenseitig überschneiden lässt – mit einigen Szenen im Film, die sich am Anfang wiederfinden. Im Buch stehen einige Szenen jedoch ganz am Ende der Geschichte (Beispiel: Robert Frobisher), während die Struktur des Romans so weitergeht, dass der Anfang jeder Geschichte erzählt wird und das Ende in der gleichen Reihenfolge (Adam Ewing-Robert Frobisher-Luisa Rey-Timothy Cavendish-Somni~451-Zachry-Somni~451-Timothy Cavendish-Luisa Rey-Robert Frobisher-Adam Ewing). Der Film beruht visuell auf wiederkehrenden Schauspielern, die als unterschiedliche Charaktere in verschiedenen Epochen auftreten, was den Eindruck erweckt, dass es eine Reminiszenz dieser Charaktere über die Jahrhunderte hinweg gibt, wenn nicht sogar eine Reinkarnation, während der Roman keine wiederkehrenden Charaktere erwähnt oder andeutet, da jede der Figuren ihr eigenes Leben und einen von den anderen unterschiedenen Charakter hat. Aber die Idee der Wiederkehr oder Remanenz, der Kontinuität oder Permanenz wird vom Autor als Kern des Romans unterstützt und im Film durch die Besetzung der Rollen in den einzelnen Geschichten noch verstärkt.

- Im Roman ist die Beschreibung der Kultur der Moriori (ein Volk, das auf der Insel lebt, auf der die Erzählung mit Adam Ewings Geschichte beginnt) und ihres Gegensatzes zu den Maori ausführlich, was im Film nie erwähnt wird. Die Sklaverei ist zwar im Roman präsent, aber auf viel komplexere Weise als im Film: Im Roman sind die Moriori Sklaven der Maori, während der Film die Schwarzen als Sklaven der Weißen darstellt. Ebenso wird Autua im Roman an Bord des Schiffes diskriminiert, weil er ein „wilder“ Moriori ist, während er im Film diskriminiert wird, weil er schwarz ist.
- Im Buch trifft Ewing am Ende nicht auf seine Frau Tilda; er befindet sich zur Erholung auf Hawaii.
- Im Buch spielt die Geschichte um Frobisher in Belgien, nicht in Großbritannien. So erschießt sich Frobisher nicht wie im Film in Edinburgh, sondern in Brügge.
- Frobisher schießt im Buch nicht auf Ayrs.
- Ayrs’ Tochter Eva fehlt im Film komplett.
- Im Film und im Buch ist der Showdown um den Bericht zwischen Luisa Rey und Bill Smoke unterschiedlich gestaltet. So stirbt Napier beispielsweise im Film nicht.
- Im Film kennen sich Napier und Lester Rey aus der Armee und Korea. Im Buch sind beide Polizisten gewesen.
- Im Film kehrt Cavendish nicht nach London zurück, sondern bleibt „im Exil“ in Schottland. Dafür kommt er mit seiner Jugendliebe Ursula zusammen, was im Buch nicht der Fall ist.
- Im Buch war die gesamte Union, die Widerstandsbewegung um Hae-Joo Chang, eine Erfindung der Eintracht. Dies bleibt im Film ungeklärt, man erfährt einzig, dass die Union besiegt wurde.
- In Bezug auf Zachry wird im Roman keine Liebesgeschichte zwischen dem Helden und Meronym erzählt, stattdessen wird die Idee einer Annäherung zwischen den beiden aufgegriffen und Zachrys Verlangen nach Meronym erwähnt; Im Film ist Catkin Zachrys Schwester, nicht seine Nichte, und im Roman geht es um das totgeborene Kind, das Zachry mit einer anderen Partnerin hatte (dies ist im Film nicht der Fall); Zachry hat im Roman keine Eltern, während er im Film seine Mutter (und seinen toten Vater) erwähnt.
- Im Film ist Zachry um einiges älter. So war es im Buch sein Vater, nicht sein Schwager, der von den Kona getötet wird.
- Im Buch wird Zachry von den Kona zwischenzeitlich versklavt.
- Im Film wird Zachrys Nichte gerettet, im Buch gelingen einzig Zachry selbst und Meronym die Flucht.
- Im Buch verlieben sich Meronym und Zachry – der ja noch ein Jugendlicher ist – nicht, und verlassen auch nicht die Erde.

## Besetzung und Synchronisation
Fast alle Hauptdarsteller sind in den unterschiedlichen Segmenten des Films in wechselnden Rollen zu sehen. Dabei stellen die Schauspieler zum Teil Figuren mit extrem unterschiedlichem Charakter, anderer Hautfarbe oder verschiedenen Geschlechts dar. Die deutsche Synchronisation des Films übernahm die Berliner Synchron AG in Berlin. Dialogbuchautor und -regisseur war Frank Schaff.
| Darsteller     | Südpazifik, 1849      | Cambridge und Edinburgh, Großbritannien, 1936 | San Francisco, 1973              | Großbritannien, 2012    | Neo-Seoul, Korea, 2144              | Big Isle, 106. Winter nach dem Untergang (2321) | Synchronsprecher                |
| -------------- | --------------------- | --------------------------------------------- | -------------------------------- | ----------------------- | ----------------------------------- | ----------------------------------------------- | ------------------------------- |
| Tom Hanks      | Dr. Henry Goose       | Hotelmanager                                  | Isaac Sachs                      | Dermot Hoggins          | Cavendishs Darsteller               | Zachry                                          | Joachim Tennstedt               |
| Halle Berry    | Eingeborenenfrau      | Jocasta Ayrs                                  | Luisa Rey                        | Partygast               | Ovid                                | Meronym                                         | Melanie Pukaß                   |
| Jim Broadbent  | Captain Molyneux      | Vyvyan Ayrs                                   |                                  | Timothy Cavendish       | Straßenmusiker                      | Prescient 2                                     | Frank-Otto Schenk               |
| Hugo Weaving   | Haskell Moore         | Tadeusz Kesselring                            | Bill Smoke                       | Krankenschwester Noakes | Mephi                               | Old Georgie                                     | Oliver Stritzel                 |
| Jim Sturgess   | Adam Ewing            | Armer Hotelgast                               | Megans Vater                     | Highlander              | Hae-Joo Chang                       | Zachrys Schwager Adam                           | Nico Mamone                     |
| Bae Doona      | Tilda Ewing           |                                               | Megans Mutter, Mexikanische Frau |                         | Sonmi~451, Sonmi~351, Prostituierte |                                                 | Giuliana Jakobeit               |
| Ben Whishaw    | Schiffsjunge          | Robert Frobisher                              | Plattenverkäufer                 | Georgette               |                                     | Stammesmann                                     | Tobias Nath                     |
| James D’Arcy   |                       | Junger Rufus Sixsmith                         | Alter Rufus Sixsmith             | Krankenpfleger James    | Archivar Park                       |                                                 | Norman Matt, Wolfgang Condrus a |
| Zhou Xun       |                       |                                               | Hotelmanager Talbot              |                         | Yoona~939                           | Zachrys Schwester Rose                          | Natascha Geisler                |
| Keith David    | Kupaka                |                                               | Joe Napier                       |                         | An-Kor Apis                         | Prescient                                       | Tilo Schmitz                    |
| David Gyasi    | Autua                 |                                               | Lester Rey                       |                         |                                     | Duophysite                                      | Daniel Fehlow                   |
| Susan Sarandon | Madame Horrox         |                                               |                                  | Ältere Ursula           | Yosouf Suleiman                     | Äbtissin                                        | Kerstin Sanders-Dornseif        |
| Hugh Grant     | Reverend Giles Horrox | Hotelangestellter                             | Lloyd Hooks                      | Denholme Cavendish      | Seher Rhee                          | Anführer der Kona                               | Patrick Winczewski              |
| Brody Lee      |                       |                                               | Javier Gomez                     |                         | Jonas                               | Zachrys älterer Neffe                           |                                 |

Weitere Mitwirkende in Nebenrollen
- Martin Wuttke
- Katy Karrenbauer
- Götz Otto
- Thomas Kügel
- Laura Vietzen
- Daniele Rizzo
- Marie Rönnebeck

Filmmusik
- MDR-Sinfonieorchester unter Kristjan Järvi

## Produktion

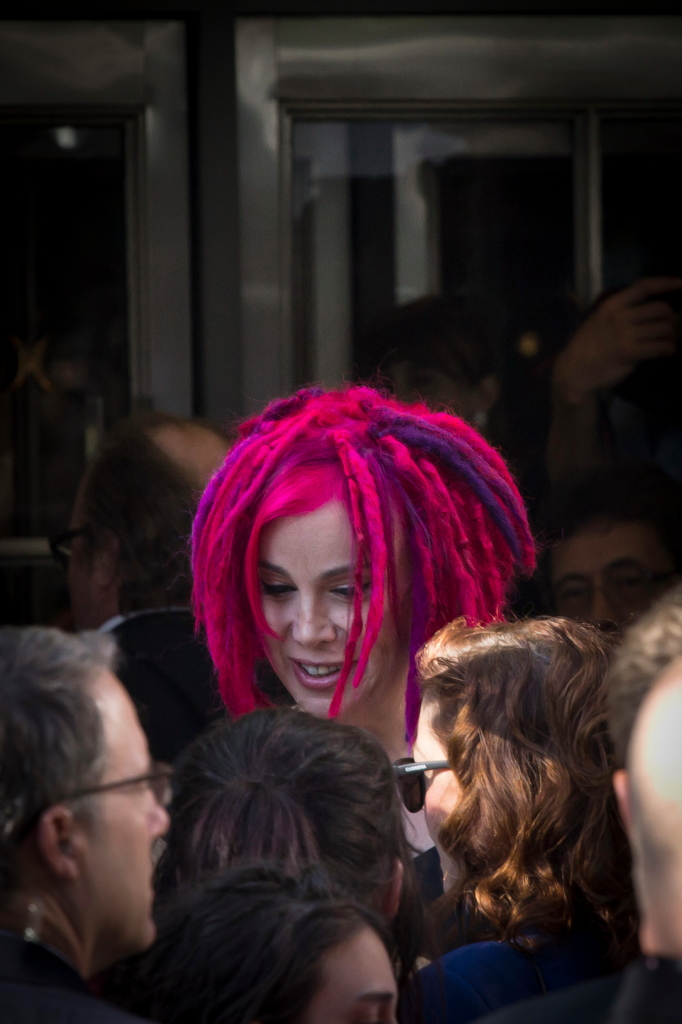
Lana Wachowski bei der Vorstellung des Films in Toronto

Die Wachowskis hielten sich im Frühjahr 2005 während der Dreharbeiten zu James McTeigues V wie Vendetta im Filmstudio Babelsberg auf. Dort wurde Lana Wachowski auf Mitchells Buch aufmerksam, das die Hauptdarstellerin des Films, Natalie Portman, zu dieser Zeit las. Nachdem auch Lilly Wachowski das Buch gelesen hatte, planten sie die Adaption des Werks als Kinofilm. 2006 kontaktierten sie Tykwer und überzeugten ihn, den Film gemeinsam umzusetzen. Nachdem sie andere Projekte abgeschlossen hatten, trafen sie im Februar 2009 in Costa Rica zusammen, um das Drehbuch für den Film zu schreiben. Dabei schlossen sie auch ein Scheitern des Projekts nicht kategorisch aus. Im August des gleichen Jahres trafen sie David Mitchell im irischen Cork, der seine Zustimmung zur Verfilmung gab.
Die Dreharbeiten fanden von September bis Dezember 2011 im Studio Babelsberg statt. Vorherige Außenaufnahmen wurden auf Mallorca, in Schottland, in der Sächsischen Schweiz, im Krematorium Berlin-Baumschulenweg, Berlin-Steglitz und dem Luftfahrtmuseum Finowfurt durchgeführt. Stefan Arndt produzierte das Projekt, wobei die Produktionsfirma Cloud Atlas Production GmbH in Koproduktion mit X-Filme Creative Pool GmbH für die Umsetzung in Deutschland verantwortlich ist. Auch der größte Teil der VFX Postproduction wurde in Deutschland ausgeführt. Unter anderem von ARRI VFX, Black Mountain VFX Studios, exozet effects, Lola VFX, Rise FX, Scanline und Trixter.
Die Produktionskosten betrugen etwa 100 Millionen Dollar, wobei der Film von dem Deutschen Filmförderfonds, dem Medienboard Berlin-Brandenburg und der Film- und Medienstiftung NRW in Millionenhöhe gefördert wurde. Die Produktion gilt als der zum Zeitpunkt seines Entstehens bei weitem teuerste deutsche Film (bis dahin Das Parfum – Die Geschichte eines Mörders).

## Musik
Die Filmpartitur wurde von Regisseur Tom Tykwer und seinen langjährigen Mitarbeitern Reinhold Heil und Johnny Klimek komponiert. Das Trio arbeitete jahrelang unter dem Namen Pale 3 zusammen und komponierte Musik für mehrere Filme von Tykwer, darunter Lola rennt, Der Krieger und die Kaiserin, Das Parfum – Die Geschichte eines Mörders und The International, und steuerte Musik zu The Matrix Revolutions der Wachowskis bei. Die Musik wurde in Leipzig mit dem MDR-Sinfonieorchester und dem Rundfunkchor Leipzig aufgenommen und von dem US-amerikanischen Komponisten Gene Pritsker orchestriert. Pritsker bearbeitete die Partitur auch zu einer eigenständigen sechssätzigen Sinfonie für Orchester, der Cloud Atlas Symphony.

## Veröffentlichung und Erfolg
Ein fünfminütiger Trailer sowie eine kurze Einleitung der Regisseure zur Entstehung des Films wurden am 26. Juli 2012 veröffentlicht. Am 6. September 2012 folgte der ca. zweieinhalb Minuten lange Kinotrailer, zwei Tage danach die Filmpremiere auf dem Toronto International Film Festival.
Anders als dies bei Produktionen großer Hollywood-Studios üblich ist, die oft innerhalb weniger Tage in vielen Ländern der Erde starten, waren die weltweiten Kinostarts von Cloud Atlas über einen Zeitraum von etwa einem halben Jahr verteilt. Am 26. Oktober 2012 lief der Film unter anderem in den US-amerikanischen und kanadischen Kinos an. Den Vertrieb hat dort Warner Bros., die sich mit ihrem Anteil an der Finanzierung des Films auch die Vertriebsrechte in Großbritannien, Japan, Australien, Frankreich und Spanien sicherten. Dort folgte der Kinostart erst im Februar bzw. März 2013. Den Weltvertrieb übernahm Focus Features. Auch in dem als wichtig erachteten Markt der Volksrepublik China war der Filmstart erst im Februar 2013. Der dortige Koproduzent Dreams of the Dragon Pictures erstellte nach den Bestimmungen der Zensurbehörde eine um 39 Minuten gekürzte Schnittversion.
In den Vereinigten Staaten und Kanada spielte der Film am Eröffnungswochenende 9,6 Mio. US-Dollar in 2008 Kinos ein und belegte damit Platz zwei der Rangliste. Nach drei Monaten war ein Einspielergebnis von etwa 27 Mio. US-Dollar erreicht. Das Ergebnis in Nordamerika wurde allgemein als Flop bewertet.
Aus weltweit über 40 anderen Märkten, in denen Cloud Atlas nach und nach anlief, kamen über 103 Mio. US-Dollar hinzu, darunter aus China mehr als 27 Mio. US-Dollar. Das drittgrößte Einspielergebnis nach den USA und China erzielte der Film in Russland mit über 17 Mio. US-Dollar. In Deutschland startete der Film am 15. November 2012 im Vertrieb des X-Verleih und überschritt am Wochenende vor Weihnachten die Zahl von einer Million Besuchern, die Gesamteinnahmen in Deutschland betrugen über 12,6 Mio. US-Dollar.
Insgesamt spielte der Film an den Kinokassen weltweit 130 Mio. US-Dollar ein, womit er im Kino-Verwertungsfenster das geschätzte Produktionsbudget von 100 Mio. EUR und die weiteren Kosten für Vermarktung und Vertrieb nicht ausgleichen konnte.
Am Abend des 6. August 2014 wurde der Film auf Das Erste erstmals im frei empfangbaren deutschen Fernsehen gezeigt.

## Kritik
Der Film wurde von Kritikern überwiegend positiv aufgenommen. Laut der Filmwebseite Rotten Tomatoes fallen 66 % von 246 untersuchten Filmkritiken positiv aus. Der Kritikerkonsens lautet:

“Its sprawling, ambitious blend of thought-provoking narrative and eye-catching visuals will prove too unwieldy for some, but the sheer size and scope of Cloud Atlas are all but impossible to ignore”

„Die ausgedehnte, ambitionierte Mischung aus gedankenanregender Erzählung und aufregenden Bildern wird manchem zu schwerfällig sein, aber die schiere Größe und Bandbreite von Cloud Atlas sind fast unmöglich zu übersehen.“

Der Filmkritiker Alex Billington nannte das Werk den Film des Jahres und vergab 10 von 10 Punkten:

“It’s the movie of the year. A bold, ambitious, grand storytelling accomplishment that I dare say is a true cinematic revelation.”

„Es ist der Film des Jahres. Eine kühne, ehrgeizige, großartige Leistung in der Kunst des Erzählens, von der ich zu behaupten wage, dass sie eine wahrhafte filmische Offenbarung ist.“

Der Kritiker Calum Marsh vom Slant Magazine nannte Cloud Atlas hingegen einen Film, in dem „nichts funktioniert“:

“Tom Tykwer and Lilly and Lana Wachowski wanted to make a movie unlike any other, and they certainly did: Cloud Atlas is a unique and totally unparalleled disaster.”

„Tom Tykwer und Lilly und Lana Wachowski wollten einen Film machen, anders als jeder andere, und das haben sie sicherlich erreicht: Cloud Atlas ist eine einzigartige und völlig beispiellose Katastrophe.“

Das Lexikon des internationalen Films bewertete den Film als „fabulierfreudiges Kaleidoskop“ und „bildgewaltigen Abenteuerfilm“:

„Die opulente Reise durch Zeit und Raum, Epochen und Moden, Gedankenwelten und Weltansichten verdichtet sich zu einem bildgewaltigen metaphysischen Abenteuerfilm, der von den Höhen und Tiefen der menschlichen Zivilisation, von Gewalt, Macht und Machtmissbrauch erzählt und den freien Willen des Menschen, seine Bereitschaft zu Mut, Freundschaft und Vertrauen feiert. Das intelligent-unterhaltsame Spiel mit Verwandlungen und Masken verbindet geschickt filmische Genres und jongliert mit historischem Seefahrer-Drama, 1970er-Jahre-Thriller, kulturkritischer Farce, Kunstfilm und dystopischer Science-Fiction-Oper.“

Für Markus Lippold auf n-tv stellt der Film ein „starkes Stück Kinomagie“ dar:

„‚Cloud Atlas‘ ist ein starkes Stück Kinomagie, das mit bezaubernden Bildern, spannenden Momenten und einer Menge Stars in teils kuriosen Rollen zu überzeugen weiß, auch wenn die komplexe Handlung hier und da etwas mehr Zusammenhang vertragen hätte und manchmal allzu sehr auf Pathos setzt.“

Georg Seeßlen von der Zeit verweist auf den Widerspruch zwischen einem wünschenswerten „cineastischen Größenwahn“ und der Umsetzung des Romans als Film:

„Cloud Atlas ist zweifellos die Leistungsschau eines Kinos, das nicht mehr in Bildern erzählt, sondern Ideen durch Bilder und Handlung ‚morpht‘. Mal trägt uns eine Welle von einer Geschichte zu anderen, mal übernimmt die Musik die Führung, mal müssen Dialoge Zeit und Raum überspannen. […] Was bei Mitchell freilich eine einsichtig-aufklärerische moralische Haltung ist, das wird in diesem Film zu einer etwas verquasten Mischung aus Esoterik, Sonntagsschule und halb verdauten Philosophiebrocken […] Das Vergnügen am cineastischen Größenwahn bricht sich also an der gedanklichen Unbedarftheit des Drehbuchs (und möglicherweise auch an einem visuellen Konzept, das grandios-synthetische Räumlichkeit hier und da mit Halloween-Kinderfest-Design verbindet).“

Dietmar Dath von der FAZ geht auf stilistische Vielfältigkeit und die zahlreichen Anspielungen und Zitate innerhalb des Films ein:

„Hilfe vor dem Ertrinken in Bildern und Sounds bietet die Regie […] freundlich an – einerseits in Form von retardierenden Momenten (ein Zwiegespräch im Fahrstuhl, Landschaftsabtastungen) und andererseits mittels Ausbrechern ins Gehetzte (die Schießerei zwischen zwei Profis im Strang von 1973 weckt den Wunsch, den ganzen Thriller zu sehen, aus dem sie zitiert scheint; der Film enthält nicht wenige perfekte Trailer virtueller Werke). […] Wer Filme kennt und liebt, wird an viele denken, während ‚Cloud Atlas‘ sich ereignet, vom Atomdrama Silkwood (1983) bis zum Science-Fiction-Klassiker The Time Machine (1960), und es wird auch direkt auf derlei angespielt, etwa auf Soylent Green (1973) – die Stelle findet sich auch im (zutiefst cinephilen, aber ganz anders als der Film gearbeiteten) Buch …“

Auf den epischen Anspruch und dessen Umsetzung geht Hannah Pilarczyk auf Spiegel Online ein und fragt, ob sich der Aufwand gelohnt hat:

„… ‚Cloud Atlas‘ ist so aufgeblasen in seiner Ambition, so verkrallt in seine Ideen und so pompös im Auftreten, dass das Werk von Tom Tykwer mit [Lilly] und Lana Wachowski eigentlich grandios hätte scheitern müssen. Letztlich macht seine Angreifbarkeit den Film aber so interessant. […] Die Maskenbild- und Kostüm-Exzesse sind in den meisten Momenten peinlich, wenn nicht sogar beleidigend. … Doch so ambivalent die Besetzungspolitik von ‚Cloud Atlas‘ auch ist: Überraschenderweise geht sie erzählerisch auf. Denn je mehr Raum die Masken, Perücken und Prothesen einnehmen, je stärker also die Verschleierung wird, desto offener ist gleichzeitig die Menschlichkeit der Figuren sichtbar. […] Dennoch bleibt die Frage, ob sich der kinematische Kraftaufwand gelohnt hat. [… Letztlich ist man …] froh, dass die Macher ihre selbstgestellte Herausforderung gemeistert haben und dass man ihnen bis zum Ende die Treue gehalten hat. Den Drang, so etwas bald wiederzusehen, verspürt man aber nicht.“

## Auszeichnungen
Stefan Arndt wurde beim Bayerischen Filmpreis 2012 mit dem Produzentenpreis ausgezeichnet. Zuvor erhielt er den Deutschen Regiepreis Metropolis als bester Produzent. Die Komponisten Tom Tykwer, Johnny Klimek und Reinhold Heil waren für den Golden Globe 2013 in der Kategorie Beste Filmmusik nominiert. Bei der Oscarverleihung 2013 wurde Cloud Atlas in die Vorauswahl der Kategorie Beste visuelle Effekte aufgenommen, letztendlich aber nicht nominiert. Im selben Jahr folgten neun Nominierungen für den Deutschen Filmpreis, darunter in den Kategorien bester Film und beste Regie. Cloud Atlas wurde aber nur in den technischen Kategorien berücksichtigt und gewann fünf Deutsche Filmpreise (Kamera, Schnitt, Kostümbild, Szenenbild und Maskenbild). Er gewann auch den Curt-Siodmak-Preis 2013 als bester Science-Fiction-Film.